# Станіслав (київський князь)
Станісла́в Іва́нович (1278 — лютий 1339) — легендарний київський князь (1301—1321), відомий лише з пізніших білорусько-литовських літописів, пізніше князь рязанський.
Літописні перекази виводять Станіслава з путивльської гілки роду Рюриковичів. Ця династія отримала Київ із допомогою хана Токти близько 1300/01 років. Станіслав успадкував київський престол після князя Володимира-Івана Івановича.
1321 року Великий князь Литовський Гедимін переміг військо київського князя Станислава, що складалося з руських і татарських загонів «за шість миль від Києва над рікою Пірною чи Ірпінню». В цій битві загинули князь Лев Юрійович та князь Олег Переяславський. Станіслав утік до князя Рязанського, одружився з його донькою Ольгою, а згодом став князем Рязанським.
Після перемоги Гедимін нібито призначив намісником Київського князівства Ольгимонта Міндовговича, князя гольшанського.
У науковій літературі Станіслав інколи ототожнюється з Федором Київським або ж ідентифікується як батько згаданого в Любецькому синодику князя Іоанна Станіславовича. Та попри ці спроби довести історичність даного літописного персонажа видається за очевидне, що як він сам, так і все оповідання загалом є вигадкою білорусько-литовських книжників XVI ст., спрямованою на доведення історичного права Литви на інкорпоровані в XIV ст. українські землі та уславлення роду князів Гольшанських.